# Shōnan no Kaze
Shōnan no Kaze (湘南乃風) é uma banda japonesa de reggae formada por quatro membros. Eles são conhecidos por sua canção hit de 2006, "Junrenka", que foi uma das músicas top de 2006.

## História
A banda inicialmente foi formada por Red Rice e Han-kun onde juntos se apresentavam em Shōnan na costa central do Japão. Han-kun teve primeiramente interesse pelo reggae, após ouvir o single "Untold Stories" de Buju Banton, no carro de um amigo da namorada, depois de voltar de um baile. Red Rice era um fã casual do reggae/hip-hop, até que participou de festivais que o fez desenvolver um grande amor desses gêneros. A dupla se conheceu durante uma apresentação de Choque Eye, que já trabalhou como DJ de hip-hop. Choque Eye foi amigo de Wakadanna na escola, e encontrou com ele novamente por acaso em Shōnan. Wakadanna tinha vindo para gerir um bar em Shōnan.
Do ano 2001 em diante, a banda trabalhou em conjunto, as músicas tiveram destaque em coletâneas musicais e em colaboração com outros artistas. A banda fez sua estréia em uma grande gravadora em 2003, a Toy's Factory.
O segundo álbum da banda, Shōnan no Kaze: Ragga Parade, alcançou a quinta posição no ranking da Oricon, após ter dois singles no top 20. A banda teve uma música de sucesso em 2006, "Junrenka", que vendeu mais de 520.000 cópias e foi o oitavo hit mais vendido em 2006. O álbum seguinte, Shōnan no Kaze: Riders High, alcançou a primeira posição no ranking da Oricon.
O integrante Han-kun lançou um álbum solo em 2008.

## Discografia

### Álbuns de estúdio
1. 2003: Shōnan no Kaze: Real Riders
2. 2004: Shōnan no Kaze: Ragga Parade
3. 2006: Shōnan no Kaze: Riders High
4. 2009: Shōnan no Kaze: Joker

### Coletâneas
1. 2006: Massive B Meets Shōnan no Kaze: Osu!! Kyokutō Dancehall-han
2. 2007: 134°C Toketa Manma de Icchatte! Senkyoku Shōnan no Kaze
3. 2010: Shōnan no Kaze: Shōnan Bakuon Breaks! Mixed by the BK Sound by Shōnan no Kaze

 
|}